# 拉德林

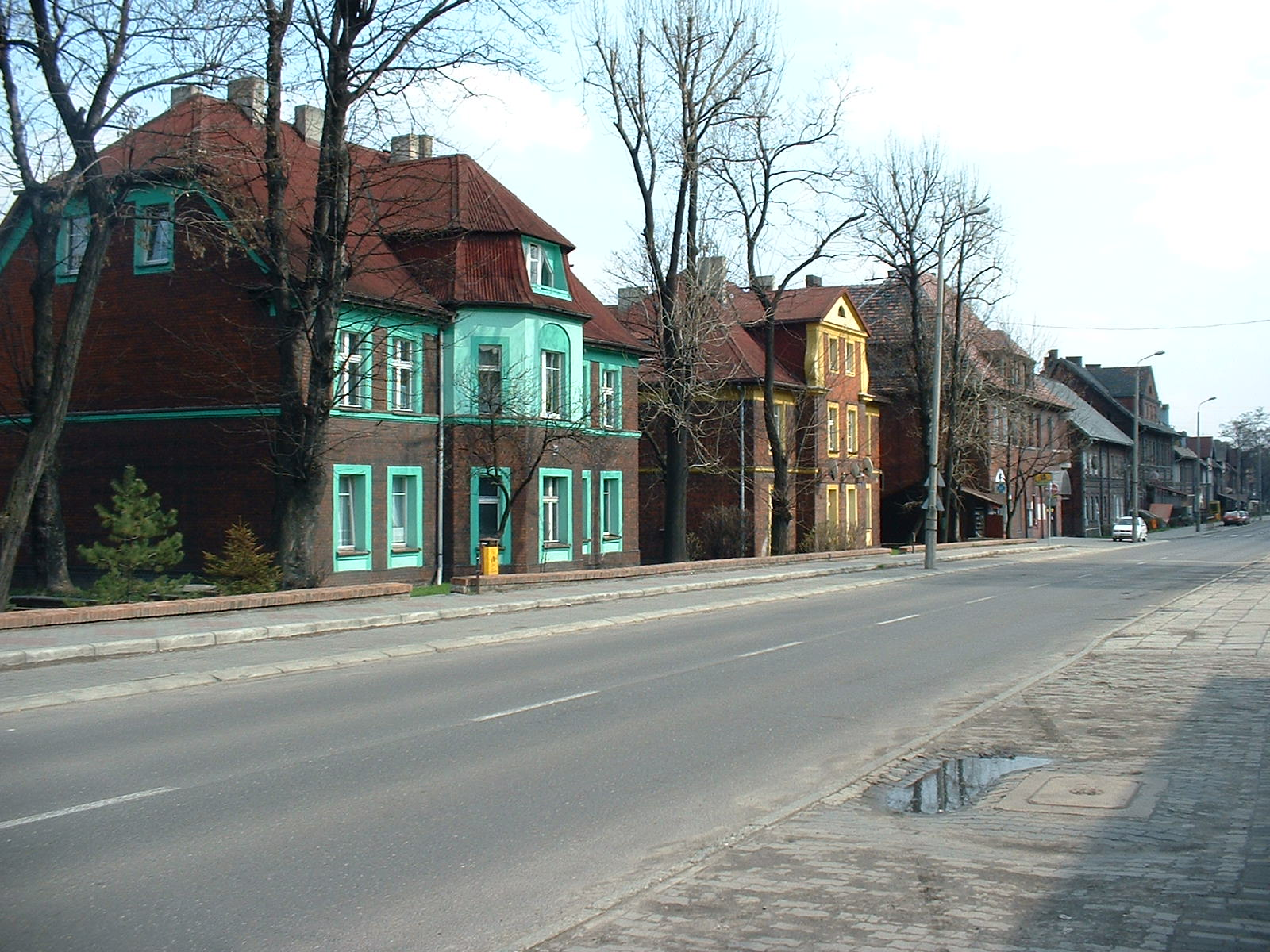

拉德林是波蘭的城鎮，位於該國南部，毗鄰與捷克接壤的邊境，由西里西亞省負責管轄，面積12.53平方公里，最高點海拔高度298米，2006年人口17,673。
50°02′N 18°29′E / 50.033°N 18.483°E